# (1979) Sakharov
(1979) Sakharov (aussi nommé 2006 P-L) est un astéroïde de la ceinture principale, découvert le 24 septembre 1960 par Cornelis Johannes van Houten, Ingrid van Houten-Groeneveld et Tom Gehrels à l'observatoire Palomar. 
Il a été nommé en hommage à Andreï Sakharov, physicien nucléaire russe, et prix Nobel de la paix en 1975.